# ジョン・モーガン (ニューヨーク州の政治家)
ジョン・ジョーダン・モーガン（John Jordan Morgan, 1770年 - 1849年7月29日）は、アメリカ合衆国の政治家。

## 生涯
1770年、モーガンはニューヨーク州クイーンズ郡で誕生した。モーガンは地元の公立学校で学んだ後、1819年にニューヨーク州下院議員に選出された。モーガンはその後、1820年にニューヨーク州第2選挙区から民主共和党のジャクソン派としてアメリカ合衆国下院議員に立候補し、当選を果たした。モーガンは1822年にもニューヨーク州第3選挙区から下院議員に選出され、2期連続で合衆国下院議員を務めた。
1834年12月、モーガンはコーニーリアス・ローレンスの辞任によって空席となった議席を埋めるため、1835年3月までニューヨーク州第3選挙区から合衆国下院議員に選出された。そしてモーガンは連邦議会の下院議員を退任後、1836年と1840年に再びニューヨーク州下院議員に選出された。
1849年、モーガンはニューヨーク州ウェストチェスター郡ポート・チェスターで死去した。モーガンの遺体はニューヨーク市のトリニティ教会墓地に埋葬された。